# 연예가중계
《연예가중계》는 KBS에서 1984년 4월 8일부터 2019년 11월 29일까지 방송되었던 연예정보 프로그램이다.

## 기획 의도
한 주간 가장 뜨거운 연예가 소식을 신속하고 발빠르게 전해 드리는 연예정보 프로그램이다.

## 프로그램의 역사
- 1984년 4월 8일부터 1992년 3월 29일까지 시사교양 프로그램으로 출발하였다.
- 1992년 4월 5일부터 예능 프로그램으로 전환하였으며, 이후 생방송으로 전환하였던 1998년 10월 22일부터 매주 목요일 밤 8시 50분에 방송되었으나 2000년 봄 개편 때 일일시트콤(밤 8시 50분)과 KBS 2TV 일일극(밤 9시 20분)이 부활에 따라[1] 같은 해 5월 4일부터 매주 목요일 밤 9시 50분으로 이동하였다.

- 이후 KBS 2TV에서 매주 평일 밤 9시 20분에 방송된 《소설 목민심서》가 뒷날 수목극으로 변경에 따라[2] 2000년 7월 29일부터 2002년 봄 개편 전까지 매주 토요일 밤 8시 55분, 2002년 봄 개편부터 2003년 가을 개편 전까지 같은 요일 밤 8시 50분, 2003년 가을 개편부터 같은 요일 밤 8시 55분 등에 방송되었다.

- 그 뒤 KBS 1TV에서 매주 주말 밤 9시 40분에 방송된 대하사극 《대왕 세종》이 2008년 봄 개편 때 KBS 2TV 매주 주말 밤 9시 5분으로 이동하면서[3] 생긴 개편에 따라 같은 해 4월 5일부터 매주 토요일 밤 10시 5분에 편성되었으나 KBS가 《대왕 세종》을 끝으로 대하 드라마를 잠정 중단하여 2008년 11월 22일부터 같은 해 봄 개편 전까지의 시간대로 회귀했는데 대왕 세종 중반부(밤 9시 5분) 이후 밤 10시 15분에 방송된[4] 《천추태후》까지 대하 드라마는 KBS 2TV에서 방송되었다.

- 이후 KBS가 《최고의 한방》을 통해 금토드라마를 부활시킴에 따라[5] 2017년 6월 2일부터 매주 금요일 밤 8시 55분에 방송되었으나 2018년 11월 23일부터 같은 요일 밤 10시 10분으로 이동하였으며, 다음 해 2월 1일부터 밤 8시 55분으로 되돌아왔다가 그 해 5월 17일부터 11월 22일까지 밤 8시 30분에 방송하였다. KBS 비상경영계획 2019에 따라 11월 29일부터 오후 5시에 방송시간이 변경되어 방송하고 있다.

- 2018년 11월 23일부터 2019년 1월 25일까지 매주 금요일 밤 10시 10분에 방송 변경되었는데 줄곧 MBC에서 활동해 온 이경규와 1996년 SBS 5기 공채 개그맨으로 데뷔하였으나 IMF 이후 SBS가 코미디 프로그램을 폐지하면서 설 자리를 잃게 되자 KBS로 자리를 옮긴 후[6] 자사 《개그콘서트》로 스타가 된 심현섭을 공동 MC로 내세웠지만[7] 일본 프로그램 표절 시비에 휘말려 1년을 넘기지 못한 채 조기 종영된 <행복남녀> 이후 오랜만에 KBS에서 매주 금요일 밤 10시대에 예능 프로그램을 내보냈다.

- 2019년 11월 29일 36년만에 프로그램 폐지.

- 종영 8개월만에 2020년 7월 3일부터 연중 라이브로 재신설.

## 방송 시간
| 방송 채널 | 방송 기간                           | 방송 시간                            |
| --------- | ----------------------------------- | ------------------------------------ |
| KBS 2TV   | 1984년 4월 8일 ~ 1984년 10월 28일   | 매주 일요일 밤 9시 40분 ~ 10시 30분  |
| KBS 2TV   | 1984년 11월 4일 ~ 1985년 2월 17일   | 매주 일요일 밤 10시 10분 ~ 11시      |
| KBS 2TV   | 1986년 6월 1일 ~ 1987년 3월 1일     | 매주 일요일 밤 10시 10분 ~ 11시      |
| KBS 2TV   | 1985년 2월 24일 ~ 1985년 4월 21일   | 매주 일요일 밤 10시 30분 ~ 11시 30분 |
| KBS 2TV   | 1985년 4월 28일 ~ 1985년 11월 3일   | 매주 일요일 밤 9시 50분 ~ 10시 50분  |
| KBS 2TV   | 1985년 11월 10일 ~ 1986년 5월 25일  | 매주 일요일 밤 9시 50분 ~ 10시 40분  |
| KBS 2TV   | 1987년 3월 8일 ~ 1987년 5월 10일    | 매주 일요일 밤 8시 30분 ~ 9시 20분   |
| KBS 2TV   | 1987년 5월 17일 ~ 1988년 1월 10일   | 매주 일요일 밤 8시 50분 ~ 9시 30분   |
| KBS 2TV   | 1988년 1월 17일 ~ 1988년 5월 1일    | 매주 일요일 밤 10시 35분 ~ 11시 40분 |
| KBS 2TV   | 1988년 5월 8일 ~ 1988년 12월 4일    | 매주 일요일 밤 10시 5분 ~ 11시 10분  |
| KBS 2TV   | 1988년 12월 11일 ~ 1989년 3월 5일   | 매주 일요일 밤 9시 30분 ~ 10시 30분  |
| KBS 2TV   | 1989년 3월 11일 ~ 1989년 10월 7일   | 매주 토요일 밤 10시 30분 ~ 11시 30분 |
| KBS 2TV   | 1989년 10월 14일 ~ 1990년 10월 27일 | 매주 토요일 밤 8시 40분 ~ 9시 40분   |
| KBS 2TV   | 1990년 11월 3일 ~ 1991년 5월 18일   | 매주 토요일 밤 8시 40분 ~ 9시 30분   |
| KBS 2TV   | 1991년 5월 26일 ~ 1991년 10월 6일   | 매주 일요일 밤 8시 50분 ~ 9시 40분   |
| KBS 2TV   | 1991년 10월 13일 ~ 1992년 4월 5일   | 매주 일요일 밤 8시 55분 ~ 9시 45분   |
| KBS 2TV   | 1992년 4월 12일 ~ 1992년 10월 4일   | 매주 일요일 오후 5시 55분 ~ 6시 50분 |
| KBS 2TV   | 1992년 10월 8일 ~ 1993년 4월 29일   | 매주 목요일 저녁 7시 5분 ~ 7시 55분  |
| KBS 2TV   | 1993년 5월 6일 ~ 1994년 4월 28일    | 매주 목요일 저녁 7시 ~ 7시 50분      |
| KBS 2TV   | 1994년 5월 7일 ~ 1994년 10월 8일    | 매주 토요일 오후 5시 10분 ~ 6시      |
| KBS 2TV   | 1994년 10월 13일 ~ 1997년 11월 20일 | 매주 목요일 저녁 7시 1분 ~ 8시       |
| KBS 2TV   | 1997년 11월 27일 ~ 1997년 12월 18일 | 매주 목요일 저녁 6시 45분 ~ 7시 40분 |
| KBS 2TV   | 1997년 12월 25일 ~ 1998년 2월 12일  | 매주 목요일 저녁 6시 40분 ~ 7시 35분 |
| KBS 2TV   | 1998년 2월 19일 ~ 1998년 10월 15일  | 매주 목요일 밤 8시 45분 ~ 9시 40분   |
| KBS 2TV   | 1998년 10월 22일 ~ 1999년 4월 29일  | 매주 목요일 밤 8시 50분 ~ 9시 45분   |
| KBS 2TV   | 1999년 5월 6일 ~ 1999년 10월 14일   | 매주 목요일 밤 8시 50분 ~ 9시 50분   |
| KBS 2TV   | 1999년 10월 21일 ~ 2000년 4월 27일  | 매주 목요일 밤 8시 55분 ~ 9시 55분   |
| KBS 2TV   | 2000년 5월 4일 ~ 2000년 7월 20일    | 매주 목요일 밤 9시 50분 ~ 10시 50분  |
| KBS 2TV   | 2000년 7월 29일 ~ 2002년 3월 2일    | 매주 토요일 밤 8시 50분 ~ 9시 50분   |
| KBS 2TV   | 2003년 11월 8일 ~ 2008년 3월 29일   | 매주 토요일 밤 8시 50분 ~ 9시 50분   |
| KBS 2TV   | 2002년 3월 9일 ~ 2003년 11월 1일    | 매주 토요일 밤 8시 50분 ~ 10시       |
| KBS 2TV   | 2008년 4월 5일 ~ 2008년 8월 2일     | 매주 토요일 밤 10시 5분 ~ 11시 25분  |
| KBS 2TV   | 2008년 8월 9일                      | 토요일 밤 11시 35분 ~ 12시 55분      |
| KBS 2TV   | 2008년 8월 23일                     | 매주 토요일 밤 11시 5분 ~ 12시 25분  |
| KBS 2TV   | 2008년 8월 30일 ~ 2008년 11월 15일  | 매주 토요일 밤 10시 5분 ~ 11시 25분  |
| KBS 2TV   | 2008년 11월 22일 ~ 2010년 12월 25일 | 매주 토요일 밤 9시 5분 ~ 10시 15분   |
| KBS 2TV   | 2011년 1월 1일 ~ 2011년 11월 5일    | 매주 토요일 밤 9시 5분 ~ 10시 10분   |
| KBS 2TV   | 2011년 11월 12일 ~ 2012년 3월 31일  | 매주 토요일 밤 9시 5분 ~ 10시 5분    |
| KBS 2TV   | 2012년 4월 7일 ~ 2015년 8월 29일    | 매주 토요일 밤 9시 15분 ~ 10시 25분  |
| KBS 2TV   | 2015년 9월 5일 ~ 2017년 5월 27일    | 매주 토요일 밤 9시 15분 ~ 10시 40분  |
| KBS 2TV   | 2017년 6월 2일 ~ 2018년 11월 16일   | 매주 금요일 밤 8시 55분 ~ 10시       |
| KBS 2TV   | 2019년 2월 1일 ~ 2019년 5월 10일    | 매주 금요일 밤 8시 55분 ~ 10시       |
| KBS 2TV   | 2018년 11월 23일 ~ 2019년 1월 25일  | 매주 금요일 밤 10시 10분 ~ 11시 15분 |
| KBS 2TV   | 2019년 5월 17일 ~ 2019년 10월 18일  | 매주 금요일 밤 8시 30분 ~ 9시 50분   |
| KBS 2TV   | 2019년 10월 25일 ~ 2019년 11월 29일 | 매주 금요일 밤 8시 30분 ~ 9시 45분   |

## 진행자
| 역대 | 진행자               | 진행자                      | 진행 기간                           | 비고          |
| 역대 | 남성                 | 여성                        | 진행 기간                           | 비고          |
| ---- | -------------------- | --------------------------- | ----------------------------------- | ------------- |
| 1대  | 빈칸                 | 김현숙 단독 진행            | 1984년 4월 8일 ~ 1984년 4월 15일    |               |
| 2대  | (故)추송웅 단독 진행 | 빈칸                        | 1984년 4월 22일 ~ 1984년 10월 21일  |               |
| 3대  | 이계진               | 오유경 배우                 | 1984년 10월 28일 ~ 1985년 2월 17일  |               |
| 4대  | 이계진               | 최미나 (허정무 선수의 아내) | 1985년 2월 24일 ~ 1985년 10월 27일  |               |
| 5대  | 황인용 방송인        | 왕영은 방송인               | 1985년 11월 3일 ~ 1986년 5월 25일   |               |
| 6대  | 이수만 前 가수       | 왕영은 방송인               | 1986년 6월 1일 ~ 1986년 11월 9일    |               |
| 7대  | 김창완 가수          | 왕영은 방송인               | 1986년 11월 16일 ~ 1987년 9월 6일   |               |
| 8대  | 길용우 배우          | 김희애 배우                 | 1987년 9월 13일 ~ 1988년 4월 24일   |               |
| 9대  | 윤형주 가수          | 이혜숙 배우                 | 1988년 5월 1일 ~ 1989년 12월 4일    |               |
| 10대 | 윤형주 가수          | 김성령 배우                 | 1988년 12월 11일 ~ 1989년 5월 20일  |               |
| 11대 | 윤형주 가수          | 구영희 방송인               | 1989년 5월 27일 ~ 1991년 11월 24일  |               |
| 12대 | 윤형주 가수          | 김청 배우                   | 1991년 12월 1일 ~ 1992년 4월 19일   |               |
| 13대 | 장두석 개그맨        | 김청 배우                   | 1992년 4월 26일 ~ 1992년 7월 12일   |               |
| 14대 | 김병찬 前 아나운서   | 김서라 배우                 | 1992년 7월 19일 ~ 1993년 5월 6일    |               |
| 15대 | 장덕균 작가          | 이영현 방송인               | 1993년 5월 13일 ~ 1993년 10월 14일  |               |
| 16대 | 김병찬 前 아나운서   | 이영애 배우                 | 1993년 10월 21일 ~ 1993년 12월 30일 |               |
| 17대 | 김병찬 前 아나운서   | 최문수 배우                 | 1994년 1월 6일 ~ 1994년 4월 28일    |               |
| 18대 | 김병찬 前 아나운서   | 유하영 배우                 | 1994년 5월 7일 ~ 1994년 10월 8일    |               |
| 19대 | 김병찬 前 아나운서   | 이본 가수                   | 1994년 10월 13일 ~ 1995년 2월 16일  |               |
| 20대 | 김병찬 前 아나운서   | 김지수 배우                 | 1995년 2월 23일 ~ 1996년 2월 29일   |               |
| 21대 | 김병찬 前 아나운서   | 전도연 배우                 | 1996년 3월 7일 ~ 1996년 10월 3일    |               |
| 22대 | 김병찬 前 아나운서   | 이익선 前 기상캐스터        | 1996년 10월 10일 ~ 1997년 2월 27일  |               |
| 23대 | 임백천 방송인        | 이익선 前 기상캐스터        | 1997년 3월 6일 ~ 1997년 11월 6일    |               |
| 24대 | 임백천 방송인        | 황현정 前 아나운서          | 1997년 11월 13일 ~ 1998년 6월 11일  |               |
| 25대 | 임백천 방송인        | 임성민 前 아나운서          | 1998년 6월 18일 ~ 1998년 10월 8일   |               |
| 26대 | 임백천 방송인        | 윤손하 배우                 | 1998년 10월 15일 ~ 1999년 4월 29일  |               |
| 27대 | 손범수 방송인        | 임성민 前 아나운서          | 1999년 5월 6일 ~ 2000년 4월 27일    |               |
| 28대 | 손범수 방송인        | 김남주 배우                 | 2000년 5월 4일 ~ 2001년 4월 28일    |               |
| 29대 | 손범수 방송인        | 한고은 배우                 | 2001년 5월 5일 ~ 2002년 3월 2일     |               |
| 30대 | 손범수 방송인        | 김혜리 배우                 | 2002년 3월 9일 ~ 2002년 10월 19일   |               |
| 31대 | 김병찬 前 아나운서   | 김유미 배우                 | 2002년 10월 26일 ~ 2003년 6월 21일  | [ 12 ]        |
| 32대 | 김병찬 前 아나운서   | 한가인 배우                 | 2003년 6월 28일 ~ 2003년 11월 1일   |               |
| 33대 | 박태호 PD            | 이소라 모델                 | 2003년 11월 8일 ~ 2006년 3월 11일   |               |
| 34대 | 김제동 방송인        | 강수정 前 아나운서          | 2006년 3월 18일 ~ 2006년 11월 18일  |               |
| 35대 | 김제동 방송인        | 한지민 배우                 | 2006년 11월 25일 ~ 2008년 7월 26일  |               |
| 36대 | 김제동 방송인        | 이선영 아나운서             | 2008년 8월 2일 ~ 2008년 11월 15일   |               |
| 37대 | 한석준 前 아나운서   | 이윤지 배우                 | 2008년 11월 22일 ~ 2010년 5월 8일   |               |
| 38대 | 신현준 배우          | 이시영 배우                 | 2010년 5월 15일 ~ 2011년 5월 28일   |               |
| 39대 | 신현준 배우          | 박은영 前 아나운서          | 2011년 6월 4일 ~ 2014년 12월 20일   | [ 13 ] [ 14 ] |
| 40대 | 신현준 배우          | 빈칸                        | 2015년 1월 3일 ~ 2015년 4월 4일     | [ 15 ]        |
| 41대 | 신현준 배우          | 이다희 배우                 | 2015년 4월 11일 ~ 2016년 3월 5일    | [ 16 ]        |
| 42대 | 신현준 배우          | 정지원 아나운서             | 2016년 3월 12일 ~ 2018년 6월 8일    | [ 17 ] [ 18 ] |
| 43대 | 신현준 배우          | 이혜성 前 아나운서          | 2018년 6월 29일 ~ 2019년 11월 29일  | [ 19 ]        |

## 역대 리포터
남성(개그맨) , 아나운서, 리포터
- 김생민, 박지현 (아나운서 KBS 뉴스 6 평일 앵커), 정지원 아나운서 KBS 아나운서 (KBS 아침뉴스타임 평일 앵커, 이소정 KBS 뉴스 9 평일 앵커), 김준현 개그맨(불후의 명곡), 이영호 아나운서, 김동현 이종격투기선수, 범기영 기자, 강아랑, 김민경 개그맨 , 문세윤, 이규석, 송지원(KBS 아나운서 창원방송총국), 이예원 앵커, 추성훈 이종격투기선수, 박소연 (기상캐스터)

## 역대 슬로건
| 방송 기간                         | 슬로건                                          |
| --------------------------------- | ----------------------------------------------- |
| 1984년 4월 8일 ~ 2019년 11월 29일 | 한 주간 연예가 소식의 모든 . 생방송 연예가중계! |

## 구성 코너
- 오프닝 멘트
- 오늘의 주간 남자의 유민상 개그맨입니다.
- 단독 - 추성훈 단독취재
- 기획 뉴스 - 김동현. 강아랑 기상캐스터
- 대한민국 연예가중계
- 연예가중계 강아랑.박소연
- 금요일 밤 연예! 개그맨 시간입니다.
- 연예날씨 -

## 사건/사고
- 1993년 6월 14일 영화 《남자 위의 여자》의 첫 장면인 선상 결혼식 장면 촬영을 취재하던 중 헬리콥터가 한강에 추락하여 사상자가 발생하였다.[20]
- 2018년 4월 2일, 김생민이 10년 전 스태프를 성추행했다는 큰 파문이 일었으며 이로 인해 김생민은 본인의 잘못을 책임지고 본 프로그램을 비롯한 모든 방송에서 하차했다.

## 결방 사유 및 편성 변경
1988년
- 8월 28일 ~ 10월 2일 : 《1988 서울 하계 올림픽》 중계방송으로 인한 결방

1990년
- 4월 21일 ~ 5월 19일 : KBS 사원들의 방송민주화투쟁으로 인한 결방

1994년
- 2월 17일 : 설날특집 편성으로 인한 결방

2000년
- 2월 10일 : 설날특집 편성으로 인한 결방

2006년
- 9월 2일 : 2007 아시안컵 예선 《대한민국 VS 이란》 중계방송으로 인한 결방
- 10월 7일 : 추석특집 편성으로 인한 결방

2008년
- 8월 16일 : 《2008 베이징 하계 올림픽》 중계방송으로 인한 결방
- 9월 13일 : 추석특집 편성으로 인한 결방

2009년
- 3월 28일 : 축구 국가대표 평가전 《대한민국 VS 이라크》 중계방송으로 인한 결방

2010년
- 11월 27일 : 《2010 광저우 아시안 게임》 폐회식 중계방송으로 인한 결방

2011년
- 12월 24일 ~ 12월 31일 : 《2011 KBS 연예대상》 편성으로 인한 결방

2012년
- 7월 28일 ~ 8월 11일 : 《2012 런던 하계 올림픽》 중계방송으로 인한 결방
- 12월 22일 : 《2012 KBS 연예대상》 편성으로 인한 결방

2013년
- 12월 21일 : 《2013 KBS 연예대상》 편성으로 인한 결방

2014년
- 2월 1일 : 설 특선영화 《어벤져스》 편성으로 인한 결방
- 4월 19일 ~ 4월 26일 : 《세월호 침몰 사건》 여파로 인한 결방
- 12월 27일 : 《2014 KBS 연예대상》 편성으로 인한 결방

2015년
- 8월 15일 : 광복 70년 국민대합창 《나는 대한민국》 편성으로 인한 결방
- 12월 26일 : 《2015 KBS 연예대상》 편성으로 인한 결방

2016년
- 8월 6일 ~ 8월 20일 : 2016 리우데자네이루 하계 올림픽 <여기는 리우> 중계방송으로 인한 결방
- 12월 24일 ~ 12월 31일 : 《2016 KBS 연예대상》 편성으로 인한 결방

2017년
- 10월 6일 : 추석 특집 《발레교습소 백조클럽》 파일럿 편성으로 인한 결방
- 10월 13일 : KBS 스포츠 2017 프로야구 준플레이오프 4차전 《롯데 자이언츠 VS NC 다이노스》 중계방송으로 인한 결방
- 10월 20일 : KBS 스포츠 2017 프로야구 플레이오프 3차전 《두산 베어스 VS NC 다이노스》 중계방송으로 인한 결방
- 11월 10일 : 추석특집 《발레교습소 백조클럽》 스페셜 편성으로 인한 결방
- 12월 29일 : 《2017 KBS 가요대축제》 편성으로 인한 결방

2018년
- 2월 16일 ~ 2월 23일 : 《2018 평창 동계 올림픽》 중계방송으로 인한 결방
- 6월 15일 ~ 6월 22일 : 《2018 러시아 FIFA 월드컵》 중계방송으로 인한 결방
- 8월 17일 : 《2018 자카르타-팔렘방 아시안 게임》 중계방송으로 인한 결방
- 8월 24일 : 특선영화 《특별시민》 편성으로 인한 결방
- 8월 31일 : 2018 자카르타-팔렘방 아시안 게임 여자 배구 결승 《대한민국 VS 태국》 중계방송으로 인한 결방
- 12월 28일 : 《2018 KBS 가요대축제》 편성으로 인한 결방

2019년
- 3월 22일 : 축구 국가대표팀 친선경기 《대한민국 VS 볼리비아》 중계방송으로 인한 결방
- 7월 26일 : 축구 국가대표팀 친선경기 《유벤투스 FC VS K리그》 중계방송으로 인한 결방
- 9월 6일 : 《조국》 법무부장관 후보자 청문회 편성으로 인한 결방에 따라 밤 9시 50분에 방송
- 9월 13일 : 추석 특선 영화 《공작》 편성으로 인한 결방
- 10월 11일 : 올림픽 축구 국가대표팀 《대한민국 VS 우즈베키스탄》 친선경기 중계방송으로 인한 결방

## 시청률
- 2000년대 초반까지 높은 시청률 인기를 누렸으나 2000년대 중반 이후부터 케이블 TV 채널과 인터넷 포털 뉴스 등 보급 확산으로 인기가 갈수록 떨어지자 방영 막판 시청률은 3~4% 기록 하였다.

## 수상 경력
- 2010년 KBS 연예대상 쇼,오락 부문 여자 신인상 이시영 배우
- 2010년 KBS 연예대상 프로듀서 특별상 김생민 前 방송인
- 2011년 KBS 연예대상 쇼,오락 부문 여자 신인상 박은영 前 아나운서
- 2012년 KBS 연예대상 최고 엔터테이너상 신현준 배우
- 2013년 KBS 연예대상 쇼,오락 부문 여자 우수상 박은영 前 아나운서
- 2015년 KBS 연예대상 최고 엔터테이너상 신현준 배우
- 2016년 KBS 연예대상 코미디 부문 여자 신인상 김승혜 개그우먼
- 2018년 KBS 연예대상 프로듀서 특별상 신현준 배우
- 2018년 KBS 연예대상 베스트 엔터테이너상 김태진 리포터
- 2019년 KBS 연예대상 공로상 신현준 배우

## 연예정보 경쟁 프로그램
- 섹션TV 연예통신 (MBC TV)
- 한밤의 TV연예 (SBS TV)